# 阿尤希
阿尤希（1859年—1931年）蒙古族，外蒙古札萨克图汗部中右翼左旗车车克奴尔苏木（今属科布多省）人，阿拉特运动领导人之一。

## 生平
20世纪初期，达尔罕贝子旗札萨克玛尼巴萨尔将积欠汉族商人及俄国人的债务转嫁给旗民，平均每位牧民须负担白银二千两。1903年，玛尼巴萨尔向牧民征收了80峰骆驼，后独吞。以车车克奴尔苏木阿拉巴图阿拉特阿尤希为首的民众准备向札萨克图汗部状告玛尼巴萨尔时，内部的一位台吉向玛尼巴萨尔告密，阿尤希遭到旗府的逮捕，并被关入护宝吐狱中。车车克奴尔苏木的牧民们向玛尼巴萨尔抗议，要求他将阿尤希释放。3个月后，玛尼巴萨尔释放了阿尤希。
1906年，阿尤希领导的反对蒙古内外的剥削者的斗争趋于高潮，影响达到整个达尔罕贝子旗乃至札萨克图汗部南部的其他地区。他们驱逐了汉人奸商图们吉尔嘎拉，并没收其财产，焚毁其房屋。玛尼巴萨尔乃以刑事罪逮捕阿尤希。后经民众营救，阿尤希出狱，于1913年春创立“车车克奴尔独贵龙”，进行武装起义。起义之后，“独贵龙”受到阿拉巴图阿拉特的支持，起义队伍迅速发展到200余人。他们占据了达尔罕贝子旗内的红金阿木地区，拒绝服从盟、旗的所有命令，拒绝交纳所有税赋及摊派。
同时，“独贵龙”民众165人签字，列举玛尼巴萨尔所犯的44条罪状，再次进行上告。起初，阿尤希等的诉状无人受理。1916年11月，乌里雅苏台受理该案，但阿尤希等未胜诉。此前，1915年，阿尤希被乌里雅苏台和札萨克图汗部共同下令逮捕。在狱中，阿尤希遭受重刑折磨，从而身患重病。1917年，阿尤希来到京都库伦上告，但无功而返。同时，玛尼巴萨尔逝世。
1921年蒙古革命之后，阿尤希被视为蒙古人民解放斗争的标志人物之一。阿尤希在新政府中担任低级管理职务。
1931年，阿尤希逝世。